# Weather Girl
Pour plus de détails, voir Fiche technique et Distribution.
Weather Girl est une comédie de 2009 écrite et réalisée par Blayne Weaver et mettant en vedette Tricia O'Kelley, Mark Harmon, Jon Cryer et Enrico Colantoni.

## Synopsis
Après avoir appris que son petit-ami l'a trompée, une Miss Météo d’une émission matinale de télévision à Seattle fait une crise en onde et démissionne. Forcée d'emménager avec son petit frère à l'approche à son 35e anniversaire. Célibataire et au chômage, elle entame alors une relation amoureuse improbable avec un homme plus jeune, le meilleur ami de son frère, Byron.

## Distribution
- Tricia O'Kelley : Sylvia
- Mark Harmon : Dale
- Jon Cryer : Charles
- Patrick J. Adams : Byron
- Enrico Colantoni : George
- Ryan Devlin : Walt
- Amie Donegan : Mary
- Timothy Dvorak : Jack
- Kaitlin Olson : Sherry
- Alex Kapp Horner : Emily
- Lucas Fleischer : Arthur
- Marin Hinkle : Jane
- Bubba Lewis : Irving
- Jane Lynch : J. D.

## Réception
Filmé à Los Angeles, Californie , États-Unis, Weather Girl a reçu des critiques de mitigées à négatives, avec un taux d'approbation de 33% pour Rotten Tomatoes, basé sur 9 avis.